# Dynastie Liang
Pour un article plus général, voir dynasties du Sud et du Nord.
Pour les articles homonymes, voir Liang.
502–557
Entités précédentes :
- Dynastie Qi du Sud

Entités suivantes :
- Dynastie Chen

La dynastie Liang chinois : 梁朝 ; pinyin : liáng cháo, 502 — 557) est la troisième dynastie du Sud en Chine, précédée par la dynastie Qi du Sud et suivie par la dynastie Chen. Cette dynastie correspond essentiellement au règne de l'empereur Wudi (Xiao Yan), qui débute en 502, date à laquelle il monte sur le trône en renversant le dernier empereur des Qi du Sud, et s'achève en 549 alors qu'il a perdu l'essentiel de son pouvoir au profit du général Hou Jing. Ses successeurs ne conservèrent le pouvoir que quelques années, en raison de la persistance des troubles internes et des déstabilisations venues depuis les dynasties du Nord.
La période de la dynastie Liang, dominée par la personnalité de Wudi, marqua l'apogée de la prospérité de la civilisation de Chine méridionale durant la période de division. Sa capitale Jiankang était alors sans doute la plus vaste agglomération du monde, l'agriculture et le commerce en plein développement, après avoir connu une longue phase d'essor et de stabilité depuis le IIIe siècle sous l'égide des dynasties du Sud qui avaient précédé les Liang. Wudi  fut un fervent bouddhiste, favorisant la suprématie de cette religion, et l'érection de nombreux lieux de culte. La vie littéraire fut également florissante dans les cercles de la cour, plusieurs des poètes de l'époque Liang devenant des références durant les dynasties postérieures.
La dynastie de Liang du Sud (Nan Liang, 南梁) ou Liang postérieur, fondée en 555 et contrôlant un territoire réduit dans la région du Moyen Yangzi, affirma être le vrai successeur de la dynastie Liang puis fut éliminée par la dynastie Sui en 587.

## Histoire politique et militaire
| « Trois Royaumes » 220-280 : 60 ans                    | « Trois Royaumes » 220-280 : 60 ans                 |
| ------------------------------------------------------ | --------------------------------------------------- |
| Chine du Nord : Wei                                    | Chine du Sud-Ouest : Shu ; Chine du Sud-Est : Wu    |
| brève réunification : Jin occidentaux 265-316 : 51 ans |                                                     |
| nouvelles fragmentations                               |                                                     |
| au Nord : « Seize Royaumes » : 304-439 : 135 ans       | au Sud : Jin orientaux 317-420 : 103 ans            |
| « Dynasties du Nord »                                  | « Dynasties du Sud »                                |
| Wei du Nord 386-534 : 148 ans                          | Song du Sud 420-479 : 59 ans                        |
| Wei de l'Est 534-550 : 16 ans                          | Qi du Sud 479-502 : 23 ans                          |
| Wei de l'Ouest 535-556 : 21 ans                        | Liang 502-557 : 55 ans                              |
| Qi du Nord 550-577 : 27 ans                            | Liang postérieurs, ou Liang du Sud 555-587 : 32 ans |
| Zhou du Nord 557-581 : 24 ans                          | Chen 557-589 : 32 ans                               |

### La prise de pouvoir de Xiao Yan/Wudi

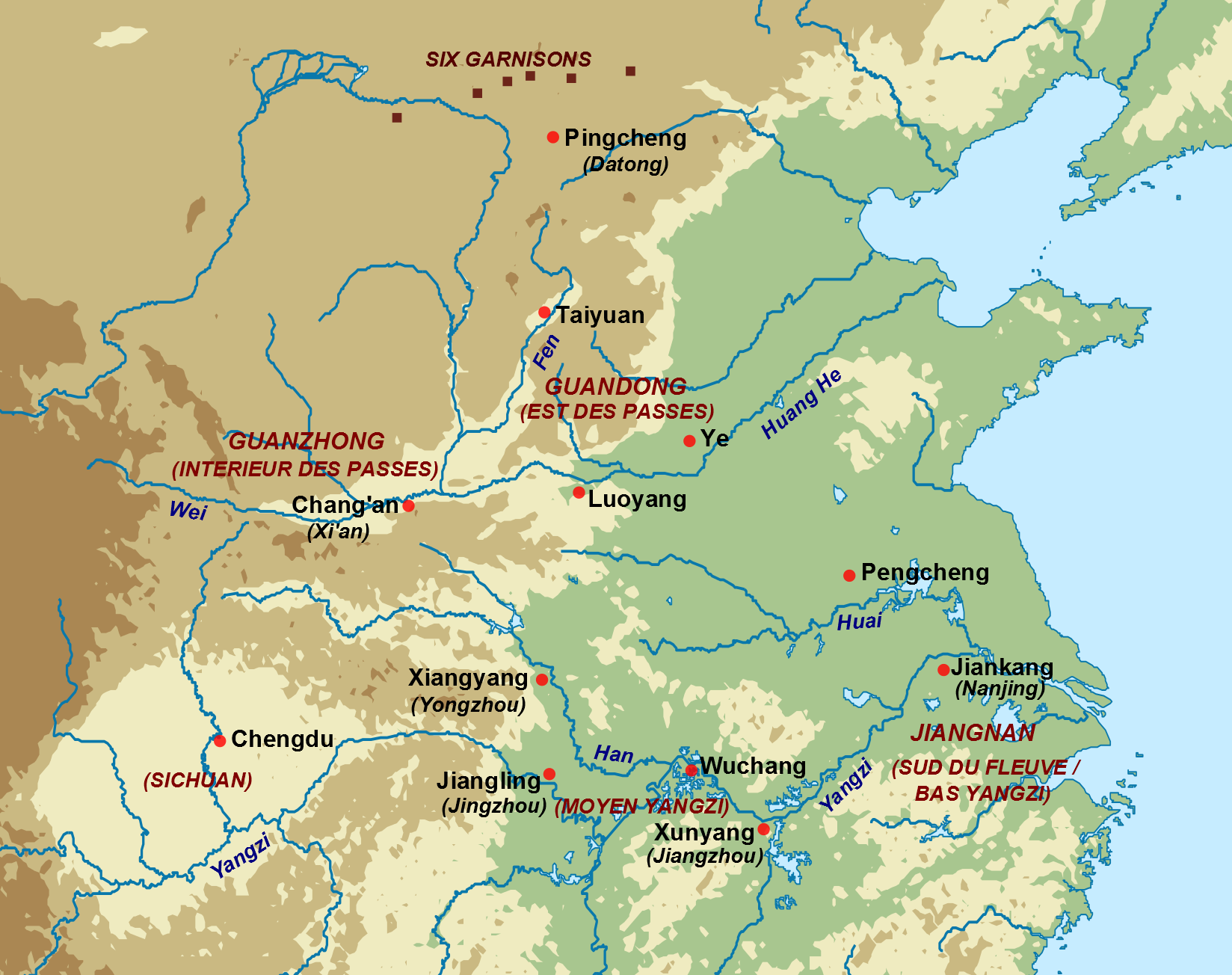
Les principales villes et ensembles géographiques de la période des dynasties du Sud et du Nord (noms modernes entre parenthèses).

La dynastie Liang succéda en 502 à la dynastie des Qi du Sud en 501. Il ne s'agit pas à proprement parler d'un changement dynastique, puisque le fondateur de la nouvelle dynastie, Xiao Yan, était un prince appartenant au lignage impérial des Qi du Sud, les Xiao. La dynastie Qi fut marquée par des coups d’État et des assassinats qui avaient ravagé le clan impérial. Xiao Yan, placé comme d'autres membres de son clan à la tête d'une province, celle de Yong qui était dirigée depuis l'importante garnison de Xiangyang située sur la rivière Han, défendant la frontière nord de l'empire (sud du Shaanxi et du Hubei actuels). La cour impériale était passée en 498 sous la coupe de Xiao Baojuan, le « marquis de Donghun », personnage de sinistre réputation qui poursuivit l'épuration du clan impériale et de l'élite politique de l'empire, suscitant la révolte de son frère Xiao Baorong, à qui Xiao Yan apporta un appui décisif avec ses troupes. Victorieux sur le plan militaire, ils pénétrèrent dans la capitale Jiankang en 501, et l'empereur fut assassiné par des membres de la cour qui leur ouvrirent la voie. Xiao Baorong devint empereur, mais Xiao Yan qui détenait la réalité du pouvoir organisa sa destitution un an plus tard, fondant une nouvelle dynastie, sous le nom de Liang,.

### La période de prospérité
Xiao Yan, plus connu sous son nom posthume d'empereur Wu (Wudi, 502-549), régna pendant 48 années, longévité remarquable, ces années occupant la grande majorité de la durée de sa dynastie. La première partie de son règne fut une ère de paix et de prospérité, dans la continuité des longues périodes de paix intérieure qu'avaient connu les dynasties méridionales précédentes, certes secouées par des luttes pour le pouvoir mais qui laissèrent en général ses provinces épargnées par les longs conflits et les destructions. Cette période est donc couramment considérée comme l'apogée de la prospérité des dynasties du Sud. 
Le rival septentrional, l'empire des Wei du Nord dont les assauts avaient considérablement mis à mal les dynasties précédentes et contre lesquels les Liang durent lutter à plusieurs reprises dans des conflits frontaliers, s'enfonça dans les années 520 dans une crise interne qui déboucha sur une guerre civile en 528, dont les prolongements décimèrent la capitale et la famille impériale. Wudi profita de cette opportunité en accueillant à sa cour des réfugiés du Nord, en premier lieu le prince Yuan Hao, à qui il offrit son appui. Il confia à ses généraux, qui avaient déjà conduit des campagnes victorieuses contre les Wei durant les années précédentes, la tâche de conduire des troupes au Nord pour établir son nouveau protégé sur le trône. Ils parvinrent à reprendre la capitale des Wei, Luoyang, et à installer Yuan Hao sur le trône. Mais aussitôt cela fait ce dernier rejeta l'allégeance promise aux Liang et les troupes méridionales furent forcées de battre en retraite après avoir pillé plusieurs villes des Wei.

### La révolte de Hou Jing et ses conséquences

La situation politique de la Chine vers 546, après la division du Nord entre les Wei de l'Est et les Wei de l'Ouest.

Yuan Hao ne profita pas de sa position longtemps, puisqu'il fut renversé et tué en 530, et l'empire des Wei divisé en deux branches rivales contrôlées par des généraux, les Wei de l'Est et les Wei de l'Ouest, avec lesquels les Liang furent en conflit, mais qui concentrèrent d'abord l'essentiel de leur force à lutter l'un contre l'autre. Wudi accueillit à sa cour en 547 le général Hou Jing, qui avait précédemment servi les Wei de l'Est puis fait défection chez les Wei de l'Ouest avant de fuir au Sud. L'alliance entre les Liang et le général du Nord se solda par une lourde défaite contre les Wei de l'Est et un armistice. Hou Jing craignant d'être victime d'une alliance entre Wudi et les Wei de l'Est, il se rebella en 548 et assiégea Jiankang qui tomba l'année suivante. Cette guerre dévastatrice marqua la fin de la prospérité de Jiankang et la région du Bas Yangzi, qui subirent de nombreuses destructions, et constitua un tournant dans l'histoire des dynasties méridionales, puisqu'elles virent également la disparition ou la fuite d'une grande partie de ses élites ainsi qu'un basculement du rapport de force militaire en faveur des puissances du Nord. Wudi fut capturé par son ennemi en 549 et mourut peu après en prison. Hou Jing, maître de l'empire des Liang, intronisa successivement deux princes du lignage impérial, Xiao Gang et Xiao Dong avant d'essayer de fonder sa propre dynastie, les Han. Durant ces mêmes années, les Wei du Nord firent main basse sur la partie orientale du bassin de la rivière Han. Les autres princes du lignage Xiao, tenant plusieurs provinces importantes, n'avaient pas vraiment fourni un appui à Wudi et à ses successeurs contre le rebelle. Le plus puissant d'entre eux, Xiao Yi (nom posthume Yuandi, 551-554), fils de Wudi, s'allia aux Wei de l'Ouest, qui ne voyaient pas d'un bon œil l'implantation de leur ancien général dans le Sud, et Hou Jing fut défait en 552. Ne pouvant s'établir à Jiankang, qui avait subi trop de destructions, le nouvel empereur (nom posthume Yuan) s'installa dans la ville de Jiangling (actuelle Jingzhou) sur le Moyen Yangzi. Son frère Xiao Ji s'était au même moment proclamé empereur des Liang depuis sa base, dans le Sichuan, puis lança en 553 une attaque contre Jiangling. Cela profita aux Wei de l'Ouest, qui envahirent le Sichuan, tandis que Xiao Yi sortait victorieux du conflit fratricide. Il ne put cependant remettre la main sur le Sichuan.

### La chute de la dynastie
En 554, les Wei de l'Ouest poursuivirent leur progression et s'emparèrent de Jiangling et de la région du Moyen Yangzi, capturant et tuant Xiao Yi. Le prince Xiao Cha, petit-fils de Wudi et réfugié au Nord depuis plusieurs années, y fut installé et y fonda la dynastie des Liang postérieurs, les Wei de l'Ouest emmenant à l'issue du conflit 100 000 captifs vers le Nord. Le clan Xiao avait perdu tout pouvoir sur la dynastie Liang, ce qu'il restait de l'empire étant dominé par ses principaux généraux, Wang Sengbian, un autre général originaire du Nord, et Chen Baxian, issu d'un clan méridional de second rang. Ils appuyèrent la montée sur le trône de Xiao Fangzhi, fils de Xiao Yi. Wang Sengbian conclut un accord avec les Qi du Nord (la dynastie ayant supplanté les Wei de l'Est) pour remplacer l'empereur par Xiao Yuanming, un neveu de Wudi qui s'était réfugié à leur cour, en échange de la cessation du conflit entre les deux. Ce changement de souverain plaçait de fait la dynastie Liang sous la coupe des Qi du Nord, ce qui suscita en 555 un coup d’État contre le nouveau monarque et son protecteur, qui fut conduit par Chen Baxian. Wang Sengbian fut tué, et Xiao Fangzhi rétabli sur le trône. Les troupes de Chen Baxian repoussèrent l'année suivante la réplique de Qi du Nord, qui menaçaient Jiankang. En 557, le général destitua l'empereur et monta lui-même sur le trône, fondant la dynastie Chen. La dynastie des Liang postérieurs subsista autour de Jiangling durant trois décennies, étant vassale successivement des Wei de l'Ouest, puis des Zhou du Nord et des Sui, qui l'annexèrent en 587.

## Gouvernement et société

### Élites et pouvoir
Les empires des dynasties du Sud étaient dominés par des élites, que l'on désigne souvent par le terme d'« aristocratie ». Les textes de l'époque distinguent plutôt entre « gentilshommes » (shi) et gens du commun (shu). L'appartenance au premier groupe était enregistrée dans les « Registres jaunes » (en raison de leur couleur), et ouvrait droit à des exemptions de taxes et de corvées. Ce groupe fournissait l'essentiel des cadres de la fonction publique. Ces familles étaient organisées en lignages, élément-clef de leur identification. Ces élites étaient pour la plupart des descendants des familles ayant migré dans le Sud durant les premières décennies du IVe siècle, lors de l'effondrement de l'empire des Jin occidentaux et la fondation de celui des Jin orientaux, et qui n'avaient depuis cessé d'occuper les hautes positions dans la hiérarchie sociale, après avoir écarté les lignages originaires du Sud. Le lignage de la famille impériale (celui des Xiao de Lanling sous les Qi et les Liang), systématiquement d'origine nordique, mais jamais issu des plus grandes familles, occupait la position la plus importante. Venaient ensuite un groupe de familles éminentes (gaomen) dont le prestige était le plus élevé, les plus fameuses étant les Wang de Langye, les Wang de Taiyuan, les Yu de Yingchuan et les Xie de Chen (dont l'ascension est plus récente), qui sont attestées durant toute la période des dynasties du Sud, ce qui constitue des cas exceptionnels car ce milieu était marquée par une rotation régulière, en raison de phénomènes d'ascension et de descension sociales. Ainsi les Yu de Yinchuan déclinent sous les Liang. D'autres lignages originaires du Nord gagnent à l'inverse en importance sous les Qi et les Liang même si on ne leur reconnaît pas la même honorabilité que les lignages les plus illustres : les Chu de Yangdi dont plusieurs des membres sont ministres depuis que le chef de leur clan avait appuyé la prise de pouvoir des Xiao sous les Qi ; les Ren de Bochang, une vieille famille qui avait connu un déclin, eut un regain de prestige, en grande partie grâce au lettré Ren Fang. Venaient ensuite le groupe des familles de notables locaux (hanmen), dont le prestige était moindre mais dont le concours était essentiel pour l'administration et l'armée, de même que celui des lignages autochtones du sud (appelés Wu, nom antique de la région du Bas-Yangzi) qui avaient en général une moindre honorabilité même si certains avaient localement des pouvoirs importants. C'était notamment le cas des Shen de Wuxing, ayant un ancrage dans la région du Bas-Yangzi, et connaissant dans la seconde moitié du Ve siècle une ascension dans l'armée, avant de faire une brillante reconversion dans les lettres et la haute administration avec Shen Yue, qui fut un des principaux conseillers de Wudi, après avoir servi les Qi, en plus d'être reconnu comme l'un des plus remarquables poètes de l'époque.
Depuis la chute des Jin orientaux et l'établissement des Song du Sud dans la première moitié du Ve siècle, les lignages éminents avaient été dépossédés des postes à haute responsabilité, alors qu'ils les avaient détenus systématiquement au IVe siècle. Afin d'éloigner la menace qu'ils faisaient peser sur le pouvoir, c'étaient les membres de la famille impériale qui détenaient les fonctions les plus importantes, à savoir les gouvernements provinciaux et militaires. Ces lignages valorisaient avant tout l'éducation lettrée, les activités intellectuelles et la morale traditionnelle confucéenne, bien qu'ils soient souvent acquis au bouddhisme. Leur généalogie prestigieuse était mise en avant, dans des textes comme les Enseignements familiaux du clan des Yan de Yan Zhitui (531-590), un lettré formé sous les Liang puis emmené captif dans le Nord après l'effondrement de cette dynastie, qui y fait une histoire morale de sa famille devant servir de modèle pour l'éducation de ses jeunes membres. Le prestige des lignages bénéficiait ainsi de la carrière d'un ministre d'un renom ou d'un lettré talentueux, facteurs qui jouèrent aussi dans l'ascension de familles moins prestigieuses (comme avec Shen Yue et Ren Fang sous les Qi et les Liang). Les lignages éminents privilégiaient les unions matrimoniales avec d'autres grandes familles ou bien celle de l'empereur, refusant les alliances avec des lignages moins prestigieux. Les membres des clans importants détenaient des charges à la cour, mais celles-ci étaient généralement honorifiques (les postes dits « purs »), et n'offraient pas un pouvoir réel sur l'administration de l'empire. Ils continuaient cependant d'accaparer les dignités en profitant du système de sélection des fonctionnaires, celui des neuf-rangs et des Juges impartiaux, dans lequel un jury sélectionné parmi ces mêmes familles était censé distinguer les personnages les plus méritants en leur confiant les postes en question, alors que dans les faits ils choisissaient le plus souvent en fonction de l'origine du candidat, privilégiant les membres des clans importants. Ils disposaient par ailleurs de richesses importantes grâce à leurs grands domaines et donc d'un pouvoir au niveau local sur leurs dépendants. Cette haute aristocratie méridionale ne semble pas avoir survécu aux troubles de la fin des Liang, nombre de ses membres étant tués ou bien déportés au Nord à l'issue des prises de Jiankang et de Jiangling. 
Les empereurs, s'appuyant sur l'institution du Secrétariat impérial (zhongshu sheng), et les membres du clan impérial qui disposaient de leur propre cour dans la province qui leur était confiée (généralement un « pays » ou « royaume », guo), préféraient s'entourer de personnages venant des familles moins honorables de notables provinciaux, afin de contrecarrer le pouvoir des grands lignages, et c'étaient donc ces personnages-là qui disposaient des fonctions effectives d'administration de l'empire. À cette fin, Wudi réinstaura le système des examens impériaux, reposant notamment sur la connaissance des classiques, qui était tombé en désuétude depuis la fin des Han et à cette fin il élargit aux lettrés d'origine humble les admissions d'étudiants à l'Académie impériale. Cela devait permettre un recrutement plus méritocratique que précédemment et contrecarrer l'emprise des lignages éminents sur le système de recrutement officiel. De même, les aristocrates méridionaux dédaignant les fonctions militaires, celles-ci revenaient à des membres des clans moins importants. Ce système de patronage entre le clan impérial et les clans moins honorables semble avoir joué un rôle structurant dans la vie politique des dynasties méridionales, plutôt que la domination honorifique des grands lignages aristocratiques. Cela assurait ainsi un lien entre le gouvernement impérial établi dans la capitale et les communautés locales de l'empire, souvent d'origine provinciale. Ces promotions se faisaient notamment parmi les « cliques » des garnisons frontalières de Xiangyang et de Jiangling, dans la région stratégique du Moyen Yangzi, sur lesquelles s'appuyèrent de façon privilégiée Xiao Yan/Wudi et son fils Xiao Yi/Yuandi. Les membres des lignages autochtones du Sud jouèrent alors un rôle plus important : c'est le cas du lignage des Shen de Wuxin ; mais cela concernait aussi des personnes d'extraction plus modeste, comme Chang Yizhi qui fut un des généraux de Wudi. Leur rôle devait s'affirmer sous les Chen. Cela ne fut cependant pas suffisant pour sécuriser la position des empereurs, puisque même si les aristocrates furent écartés des luttes pour le pouvoir, celles-ci reposèrent surtout sur les membres du clan impérial, qui disposaient de l'essentiel des forces militaires, et sur les généraux de basse extraction les plus talentueux qui pouvaient revendiquer l'exercice effectif du pouvoir ou même renverser le clan impérial. Ce fut le cas de Chen Baxian, qui commença sa carrière dans l'administration locale pour parvenir grâce à l'exercice de commandements militaires importants jusqu'au sommet de l’État, en désignant le dernier empereur des Liang puis en fondant la dynastie Chen (trajectoire connue avant lui par les autres généraux fondateurs des dynasties méridionales, Liu Yu et Xiao Daocheng, également issus de la petite notabilité locale).

### Jiankang

Plan schématique de Jiankang (Nankin) sous les dynasties du Sud, d'après les textes de l'époque.

Jiankang, l'actuelle Nankin, était la capitale des dynasties méridionales depuis l'époque du royaume de Wu, au IIIe siècle. Son développement avait surtout été initié sous les Jin orientaux, dans la première moitié du IVe siècle. Elle fut reconstruite après une rébellion destructrice dans les années 330-332, sur un plan qui devait subsister par la suite. Elle profita de la prospérité du Sud pour croître considérablement et devenir une des plus grandes cités au Monde, puisqu'il a été estimé que sa population aurait pu atteindre le million d'habitants dans la première moitié du VIe siècle, sous les Liang, avant le siège et les destructions de 548-549 qui sonnèrent le glas de sa prospérité. 
L'aspect de Jiankang sous les Liang n'est connu que par les textes. Ils indiquent qu'il s'agissait d'une vaste cité d'une forme rectangulaire, établie à distance de la rivière Qinhuai, un affluent du Yangzi, situé au sud, rejoint par d'autres voies secondaires traversant la ville, et au nord-ouest du lac de la Tortue Noire (Xuanwu). Son plan reprenait le modèle des plus anciennes cités impériales, à commencer par Luoyang. Depuis les Qi du Sud, son enceinte était en terre damée, avec sans doute un revêtement en briques, percée par plusieurs portes monumentales. La cité palatiale, elle-même protégée par une enceinte double puis triplée par Wudi des Liang, occupait un vaste espace dans sa partie centre-nord. Elle avait été détruite par un incendie en 500-501, et reconstruite dans les dernières années des Qi du Sud, et disposait de somptueux palais et parcs, dont certains furent restaurés et agrandis par Wudi : les portes et tours furent élevées d'un niveau, le pavillon du Faîte Suprême (Taiji) doté d'une travée supplémentaire (ce qui porta leur nombre à 13). L'espace résidentiel s'étendait à l'origine vers le Sud. L'axe principal de la cité était la voie impériale reliant la cité-palais à la rivière Qinghuai, où elle rejoignait le temples des Ancêtres dynastiques, qui fut doté d'une nouvelle terrasse sous le règne de Wudi, celui dédié au Sol et au Grain, l'Académie impériale, puis la porte et le pont de l'Oiseau écarlate, long d'environ 125 mètres et large de 25, permettant de franchir la rivière et d'accéder plus au Sud aux espaces sacrificiels destinés au Ciel. Les berges autour du pont, aménagées de digues par Wudi afin de protéger des crues, étaient un espace de transit majeur. Les voies de la cité murée étaient sans doute en damier, tandis que celles des faubourgs, qui s'étaient considérablement étendus dans toutes les directions, devaient avoir un tracé irrégulier. Les alentours de la rivière étaient donc essentiellement peuplés par les couches basses et moyennes de la population, tandis que l'élite résidait dans la partie nord de la ville, protégée par une enceinte, autour de la cité impériale, et dans des manoirs situés dans la région du Bas-Yangzi à proximité de la capitale. Plusieurs marchés situés le long des berges de la Qinghuai ou desservis par des chenaux concentraient l'intense activité commerciale de la ville. L'essor du bouddhisme se voyait également dans le paysage urbain, marqué par la présence de temples (500 suivant les textes postérieurs), les plus importants disposant de pagodes. Enfin, de nombreux parcs, les plus importants étant les parcs impériaux, avaient été construits dans l'agglomération.

### L'essor économique du Sud
Jiankang était une cité devant son développement à la présence de l'administration impériale, mais aussi et de plus en plus à son activité économique, surtout commerciale et artisanale, les espaces agricoles étant peu nombreux dans la ville et relégués plus loin dans sa province. La prospérité de Jiankang dépendait aussi de celui de sa province, Yangzhou, le Bas-Yangzi, dont l'agriculture et l'artisanat s'étaient développés, notamment dans le zones de San-Wu et de Guiji (aujourd'hui Shaoxing), au sud-est, où les élites disposaient de domaines, commençant à développer des cultures commerciales, et un artisanat également destiné à la commercialisation (céramique, laque, étoffes, papier, forges). Certains personnages devinrent d'importants hommes d'affaires, se livrant au commerce ou à l'usure, à l'image de Xiao Hong (473-526), frère de Wudi, qui s'enrichit en se livrant au prêt immobilier sur gages dans la capitale, suscitant des critiques au sein même de son clan, marquées par la publication d'un pamphlet dénonçant l'avarice. Le nombre de marchés existant dans la ville semble avoir été considérable, car il ne fut apparemment pas limité par le pouvoir impérial comme cela était pourtant d'usage dans les capitales chinoises antiques et médiévales. Ce commerce profitait de la prospérité de la région de Jiankang, mais aussi de celle des provinces plus lointaines de l'empire et du commerce international, essentiellement celui avec les pays situés plus au Sud, en Asie du Sud-Est et en direction de l'océan indien, développement qui profita également à des cités portuaires situées au sud de l'empire, en premier lieu Canton, où le commerce générait des revenus fiscaux considérables pour l’État. Certaines villes de l'intérieur ont également connu un essor et généré d'importants revenus fiscaux, comme Chengdu, capitale du Sichuan, qui prospérait grâce au commerce avec les autres provinces méridionales et le Nord,.
Si les troubles de la fin des Liang marquèrent un coup d'arrêt pour la prospérité de Jiangkang et sa région, qui subirent d'importantes dévastations et ne connurent pas réellement de reprise sous la brève dynastie Chen, les dynasties du Sud posèrent les bases de l'expansion démographique et économique des régions méridionales qui devait être un phénomène majeur de la période de la dynastie Tang.

## Aspects culturels

### Religion: courants, écrits, arts

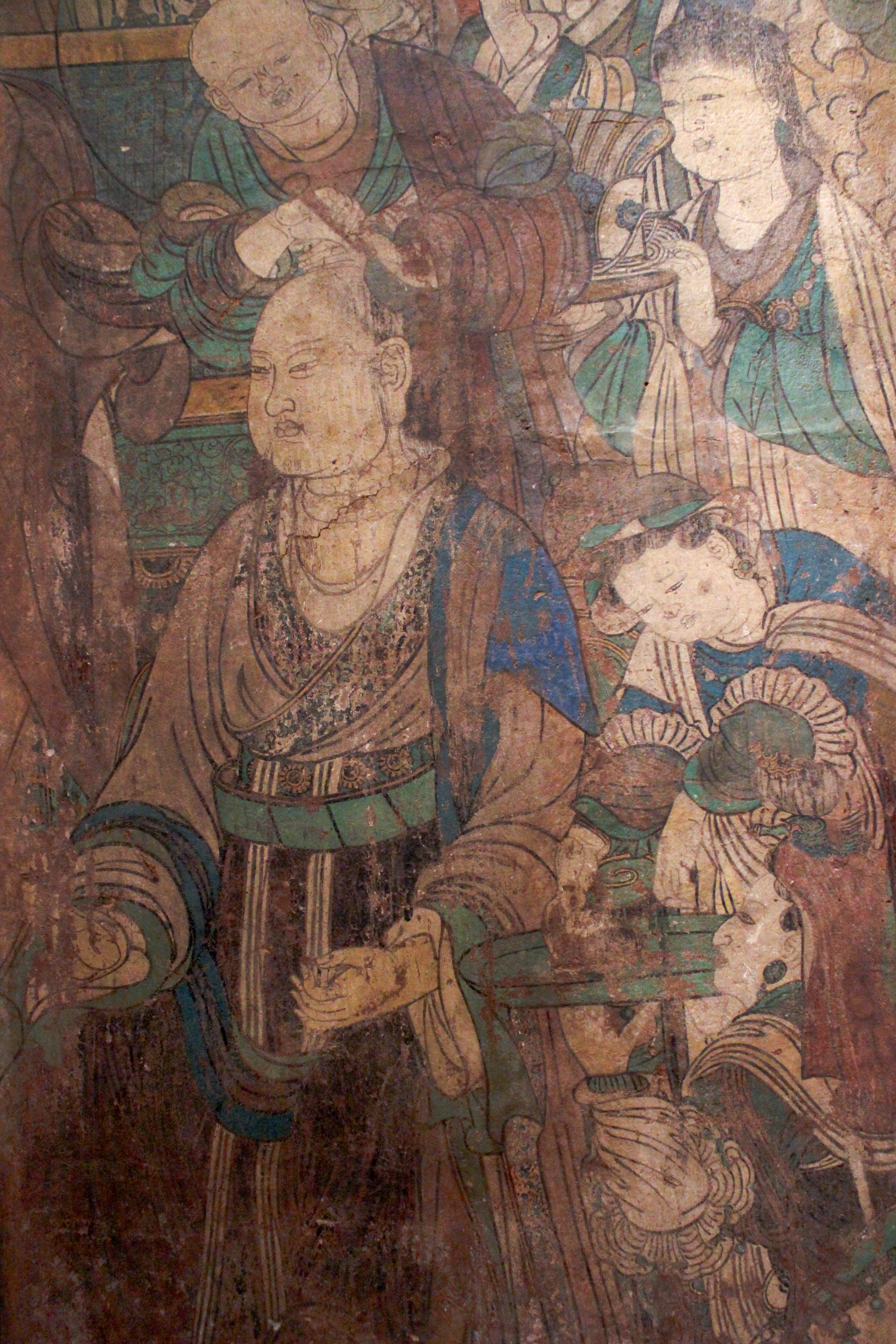
L'entrée de l'empereur Wu des Liang dans la communauté bouddhique. Peinture murale de la période Ming. Musée Guimet.

La période de dynastie Liang est un âge d'or du bouddhisme chinois, marqué par la personnalité de l'empereur Wudi, qui fut un fervent bouddhiste. Certes ses prédécesseurs des dynasties du Nord (notamment le prince de Jingling sous les Qi du Sud) avaient déjà témoigné de leurs faveurs envers cette religion, mais il alla bien plus loin, faisant du bouddhisme une religion d’État. Il organisa un vaste programme de collecte de textes sacrés (sutras), qu'il envoyait parfois chercher dans des pays étrangers, puis la rédaction de catalogues et d'anthologies de textes, d'encyclopédies bouddhistes, rédigea lui-même des commentaires, et réunit à plusieurs organisa des discussions religieuses. Si l'on en juge par ses écrits et ceux de son cercle, l'empereur était favorable au courant de l'« école du nirvana », dont le texte de base est le Sutra du Nirvana, qui fut promue en Chine par le moine Daosheng (360-434), qui avait une approche universaliste du salut bouddhiste, chaque homme ayant dans son esprit un embryon de ce qui pouvait faire de lui un Bouddha, qui ne demandait qu'à atteindre l'illumination de façon subite, et non graduelle comme le voulaient les autres tendances. Son soutien à l'essor du bouddhisme fut marqué par plusieurs réformes rituelles, comme celle de 517 quand il supprima du culte ancestral les sacrifices sanglants traditionnels, remplacés par des offrandes « pures » non sanglantes, et fit fermer les monastères taoïstes, leur clergé rendu à la vie civile. Il chercha à se donner un statut au sein de la communauté bouddhiste en se faisant proclamer bodhisattva en 519, puis recteur de la communauté bouddhiste, en se présentant comme le successeur (et la réincarnation) de l'illustre empereur indien Ashoka, grand promoteur du bouddhisme, faisant restaurer un monastère qui lui était dédié, et fit plusieurs fois « don de sa personne » à la communauté bouddhiste, devenant moine au monastère Tongtai de Jiankang en 547 et 549 selon les textes médiévaux. Cette politique ne fut pas sans susciter des réactions négatives jusque dans le clergé bouddhiste, qui n'appréciait pas forcément de voir l'empereur être doté d'un tel prestige religieux alors qu'il restait laïc. Wudi organisa plusieurs grandes assemblées réunissant des milliers de croyants laïcs, pour mettre en place des réformes religieuses, promouvoir le culte de reliques, et ce fut l'occasion de consécration de monastères, de stupas, de statues, et de nombreux dons dont les produits furent recueillis par des Trésoreries qu'il avait créées. 
Le bouddhisme connut de ce fait un essor sans précédent à cette période. Jiankang disposait selon les textes médiévaux de 500 temples, le plus important étant le temple Tongtai, disposant d'une pagode de neuf étages, et il y en avait plusieurs centaines dans le reste de l'empire. Cette architecture en bois a complètement disparu, de même que les formes d'art religieux de cette période, avant tout les statues et les peintures murales des temples. On sait par les textes que le plus illustre peintre de la période, Zhang Sengyou, avait réalisé de tels décors qui suscitaient l'admiration de ses contemporains. Il ne resterait de ses travaux que des copies de ses peintures sur rouleaux, encore que l'origine du modèle de celles-ci soient discutées ; c'est ainsi le cas d'un manuscrit illustré représentant sous forme humaine les cinq planètes et les vingt-huit constellations, ici un sujet astrologique emprunté au répertoire mythologique taoïste. 
Le seul témoignage de sanctuaire bouddhiste de cette époque subsiste dans les faubourgs de Nankin, sur le Mont Qixia, où avaient été creusées depuis les années 480, sous les Qi du Sud, à l'initiative de riches laïcs puis de membres de la famille impériale, des grottes servant de lieu de culte bouddhiste, suivant un modèle importé depuis l'Inde, et très populaire à la même époque dans le Nord (Yungang, Longmen). Sous les Liang, le site fut étendu à deux reprises, dans la première puis la seconde moitié de la dynastie. Les autres témoignages les plus importants sur l'art bouddhiste méridional de l'ère des Liang proviennent du monastère de Wanfosi à Chengdu, dans le Sichuan, qui a livré de remarquables stèles renvoyant aux thèmes en vogue du bouddhisme de l'époque, comme la Terre pure d'Amitabha, Maitreya, et une représentation du Bouddha qui selon l'inscription l'accompagnant est « dans le style d'Ashoka ». Le style artistique de ces stèles, et des statues de bouddhas et bodhisattvas provenant de ce même site, sont souvent marquées par les influences des écoles de sculpture de l'Inde des Gupta.
Plusieurs moines bouddhistes produisirent des écrits à finalité religieuse, à l'image des Biographies des Moines éminents (Gaoseng zhuan) de Huijiao (497-554). Un autre moine, Sengyou (445-518), rédigea un important catalogue des écritures bouddhistes traduites, la Collection de notes concernant la traduction du Tripitaka (Chu sanzang jiji), citant plus de 2 000 textes, et une collection d'écrits bouddhistes dus à des moines et des laïcs, la Propagation de la Lumière (Hongming ji), source inestimable pour la connaissance de la religion de cette période. Parmi les écrits commandés par Wudi, on compte des Mémoires de Bouddha (Fo Ji) dont la préface fut rédigée par le poète et conseiller impérial Shen Yue, lui-même un ardent bouddhiste, et la première encyclopédie sur le bouddhisme.
Pour autant, les autres tendances religieuses ne firent pas l'objet de persécutions systématiques. Wudi prit ainsi des mesures en faveur de la restauration des études des classiques confucéens en ouvrant des écoles à cette fin et en donnant plus de poids aux examens impériaux. Les confucianistes animèrent les débats anti-bouddhistes portant sur l'immortalité de l'âme (défendue par les bouddhistes) ou sa destructibilité (défendue par les confucéens), qui existaient depuis le siècle précédent. Le lettré confucéen Fan Zhen (450-515) rédigea un traité sur De la destructibilité de l'esprit (Shen mie lun). Cette polémique fut débattue à la cour de Wudi, qui produisit lui-même une réponse, marquée par les idées de l'école du nirvana, L'esprit est indestructible (Shen bu mie). Quant au confucéen Xun Ji, il estimait dans son Mémoire sur le bouddhisme que les précédentes dynasties du Sud devaient leur brièveté à leur soutien au bouddhisme, qui aurait complètement déstructuré la société ; ce violent réquisitoire ne fut pas aussi bien reçu par Wudi que ceux de ses prédécesseurs, et il fut mis à mort en 547. Wudi, malgré sa politique anti-taoïste qui entraîna la suite de nombreux moines de cette religion, aida le taoïste Tao Hongjing (456-536) à s'établir dans l'ermitage du Maoshan. Ce personnage rédigea pourtant un traité défavorable au bouddhisme, le Traité sur les Barbares et les Chinois (Yi Xia lun), qui comme son nom l'indique reproche à cette religion son origine étrangère. Il fut surtout un des principaux acteurs de la constitution de l'école de la « Haute pureté » (Shangqing), par la rédaction de son principal ouvrage, le Zhengao (Déclarations de (l'homme) vrai), ouvrage relatant avec des commentaires la révélation faite au fondateur de ce courant, Yang Xi, qui aurait vécu dans la seconde moitié du IVe siècle. Wudi soutint également le culte de la divinité chamanique Jiang Ziwen, un des esprits les plus vénérés de la région de la capitale, même s'il imposa qu'on cessât de lui vouer des sacrifices sanglants et tenta de rendre sa vénération plus en accord avec le bouddhisme.

### Lettrés et belles-lettres
L'empereur Wudi fut un grand promoteur des études lettrées. Il réorganisa l'enseignement de l'Académie impériale et élargit largement le nombre d'étudiants qui y étaient formés, et finança plusieurs écoles à la capitale, dont une destinée aux princes de la famille impériale, ainsi que d'autres écoles dans les grandes villes provinciales. Par ailleurs il accueillait à la cour des lettrés, leur demandant notamment de composer des poèmes, les plus méritants recevant des gratifications, et prit lui-même la plume à de nombreuses reprises, notamment dans le cadre des débats religieux, même s'il fut également un promoteur des études des classiques confucéens. De la même manière que pour l'administration, nombre des lettrés dont il assura la promotion étaient des gentilshommes de rang inférieur certains étant même issus de lignages autochtones du Sud. Shen Yue (441-513 ; on lui doit notamment la mise en évidence de l'existence des quatre tons dans la langue chinoise), issu d'un lignage méridional et qui disposait déjà d'une grande renommée après avoir fait partie du cercle littéraire du prince de Jingling des Qi du Sud dans les années 483-493 (l'ère Yongming), et Ren Fang furent parmi les principaux lettrés sur lesquels il s'appuya au début de son règne. Ceux-ci firent profiter à leur tour de leur statut auprès de l'empereur pour promouvoir d'autres lettrés de même extraction sociale qu'ils accueillaient dans leurs cercles littéraires, comme les frères Dao Gai et Dao Qia qui étaient dans l'entourage de Ren Fang et furent remarqués par l'empereur. Les princes Xiao Tong (501-531), Xiao Gang et Xiao Yi, fils Wudi, furent tout aussi dédiés que leur père à la promotion des belles-lettres, participant au mouvement de promotion de lettrés, de collection de manuscrits et de compilation de textes qui fut important à cette période. Il a pu être proposé qu'ils aient constitué des écoles littéraires rivales, le premier étant plutôt « conservateur » et les deux autres plus « avant-gardistes » (par leur promotion de la poésie de cour), mais dans les faits il apparaitrait plutôt qu'ils aient eu des goûts voisins, appréciant les mêmes poètes. Sous les auspices impériaux, les collections de la Bibliothèque impériale furent alors dotées d'une grande quantité de manuscrits, plus que sous les dynasties précédentes, et les collections privées furent également plus étoffées. Wudi avait repris et porté à son paroxysme une idée qui était déjà existante sous les dynasties méridionales précédentes, selon laquelle les cercles lettrés de Jiankang étaient les dépositaires de la tradition lettrées chinoise, face au Nord « barbare » dont la culture était vue comme moins raffinée, ne retenant de celle-ci que les « chants du Nord » liés à la culture nomade et à la virilité guerrière attribuée aux peuples du Nord. Cette conception d'un Sud plus raffiné culturellement triompha sous les Sui et les Tang, ce qui explique pourquoi la tradition littéraire méridionale a été plus valorisée et préservée par la suite, tandis que celle du Nord a été délaissée.
Parmi les œuvres marquantes de la période figurent des anthologies littéraires reprenant des œuvres des périodes précédentes. La plus célèbre est le Wenxuan (Choix littéraire ou Florilège), compilé par le prince Xiao Tong, qui présente une sélection de poèmes « rhapsodiques » (fu) et « réguliers » (shi) et de textes en prose classés par genre. Le Yutai xinyong (Nouveaux chants des terrasses de jade), compilé par le poète Xu Ling (507-583), peut-être à la demande du prince Xiao Gang, est une collection de poèmes regroupant surtout des compilations courtes, pentasyllabes, très prisées à cette période, relevant de la poésie de cour et destinée par son auteur à divertir les femmes de la cour impériale. Dans un autre registre, le Hongming ji (Propagation de la lumière) est une anthologie d'écrits bouddhistes.
La « poésie de palais » (gongti shi), mise en avant dans les Nouveaux chants des terrasses de jade et promue par le prince Xiao Gang et son entourage, notamment les poètes Xu Ling et Xu Ying qui ont donné son autre nom au genre, le « style Xu-Yu », connut une grande vogue à Jiankang et dans les villes provinciales. Ce style est souvent caractérisé d'ornemental, avant tout porté sur l'aspect formel. Marqué par les idées bouddhistes, notamment sur la méditation, l'illusion et l'illumination, il s'attache en fait à révéler et immortaliser ce qui est caché parmi ce qui peut être observé visuellement. Les poèmes en prose de type fu continuèrent à être prisés, dans des compositions longues ou d'autres plus courtes, plus originales.
La critique littéraire connu également un développement important, avec la rédaction de deux ouvrages majeurs du genre, quoi qu'ayant rencontré un faible écho à l'époque. Le Wenxin diaolong (quelque chose comme « Le cœur de la littérature et la sculpture des dragons ») de Liu Xie (465-520), lettré issu d'un lignage en déclin qui passa de longue années à étudier dans un monastère bouddhiste avant d'occuper des charges administratives de second rang, comprend une tentative de classification de la production littéraire en une trentaine de genres, suivie d'une analyse de concepts littéraires (processus de création, style et procédés rhétorique, réception des œuvres, etc.). Cette œuvre fut jugée peu importante à l'époque, et fut surtout reconnue à l'époque contemporaine. Le Shipin (Notation de la poésie) de Zhong Rong (468-518), autre lettré n'ayant occupé que des fonctions secondaires, propose une critique et une évaluation des qualités de poètes, principalement choisis parmi ceux de la période de division.
Suivant la tradition postérieure, c'est également sous la dynastie Liang qu'aurait été composé le Classique des Mille Caractères (Qianzi wen), par Zhou Xingsi à la demande de l'empereur Wu pour servir à l'éducation de ses fils. C'est un manuel destiné à l'apprentissage de la calligraphie, s'inspirant avant tout du tracé des caractères par l'illustre calligraphe Wang Xizhi (321-379). Cet ouvrage devait connaître un grand succès sous la dynastie Tang, devenant un des ouvrages de base pour l'apprentissage de l'écriture chinoise et la calligraphie.
Les événements accompagnant la chute de la dynastie Liang (prise de Jiankang en 549, puis celle de Jiangling en 554) sonnèrent le glas de cette période de création littéraire, avec la mort des poètes et mécènes de la famille impériale (Xiao Gang et Xiao Yi), et l'exil vers le Nord de plusieurs des importants lettrés de la période, souvent emmenés captifs dans les capitales du Nord, Chang'an et Ye, à l'image des poètes Xu Ling, Yu Ying et Shen Jiong et d'autres lettrés comme Yan Zhitui, qui furent plusieurs à s'inspirer de ces années de chaos dans leurs œuvres (à l'image de la Lamentation pour le Sud, long fu de Yu Ying). Ils exercèrent une forte influence sur la littérature des dernières dynasties du Nord, tandis que la tradition lettrée méridionale subsista tant bien que mal sous les Chen grâce à certains rentrés d'exil (Xu Ling, Shen Jiong) et d'autres qui avaient été formés sous les derniers temps des Liang (Yin Keng).

### Arts et architecture funéraires
Peu de témoignages de l'art de la dynastie Liang subsistent. La sculpture est représentée par les statues, stèles et piliers délimitant les bords des « voies des esprits » (shendao) conduisant aux tombes des membres de la famille impériale, qui avaient le privilège de disposer de tels aménagements : en 507, un édit autorisa les notables à placer à l'entrée de leur tombe un pilier en pierre indiquant leur nom et leur rang, mais leur interdit les statues humaines ou animales et les stèles. L'ensemble le plus complet préservé est celui de la tombe du prince Xiao Xiu, mort en 518, située comme d'autres tombes princières dans le district de Qixia, dans les faubourgs nord-ouest de Nankin. Leur entrée comprend des statues de « chimères », immortalisées au début du XXe siècle par Victor Segalen, comme il s'en trouvait déjà sous les dynasties méridionales précédentes. Sous les Liang, il s'agit de « lions » (shizi), représentés la gueule ouverte et la langue pendante, avec une paire d'ailes, et un décor relativement simple sur l'arrière, qui contraste avec ceux des périodes précédentes, plus chargés. Venaient ensuite des stèles, supportées par une statue en forme de tortue. Les inscriptions qu'elles portaient sont en général trop érodées pour être lues. Les voies des esprits étaient également marquées par des colonnes à chapiteaux supportant une statue de chimère en miniature, et une inscription donnant le nom de l'occupant de la tombe à laquelle elles conduisent ; sur celle de Xiao Jing, le nom est écrit à l'envers, comme pour être lu dans un miroir, pour une raison indéterminée. À leur base se trouvaient des petites statues représentant des sortes de dragons. Les quelques tombes princières explorées (aucune tombe d'empereur n'ayant fait l'objet de fouilles), comme celles de Xiao Xiu et Xiao Rong, sont situées sous un tertre et ont un plan en forme de « jarre » : elles sont constituées d'une vaste chambre principale de forme grossièrement ovoïde, reliée à un couloir d'accès fermé par plusieurs portes de pierre.

Éléments des voies des esprits de la dynastie Liang.
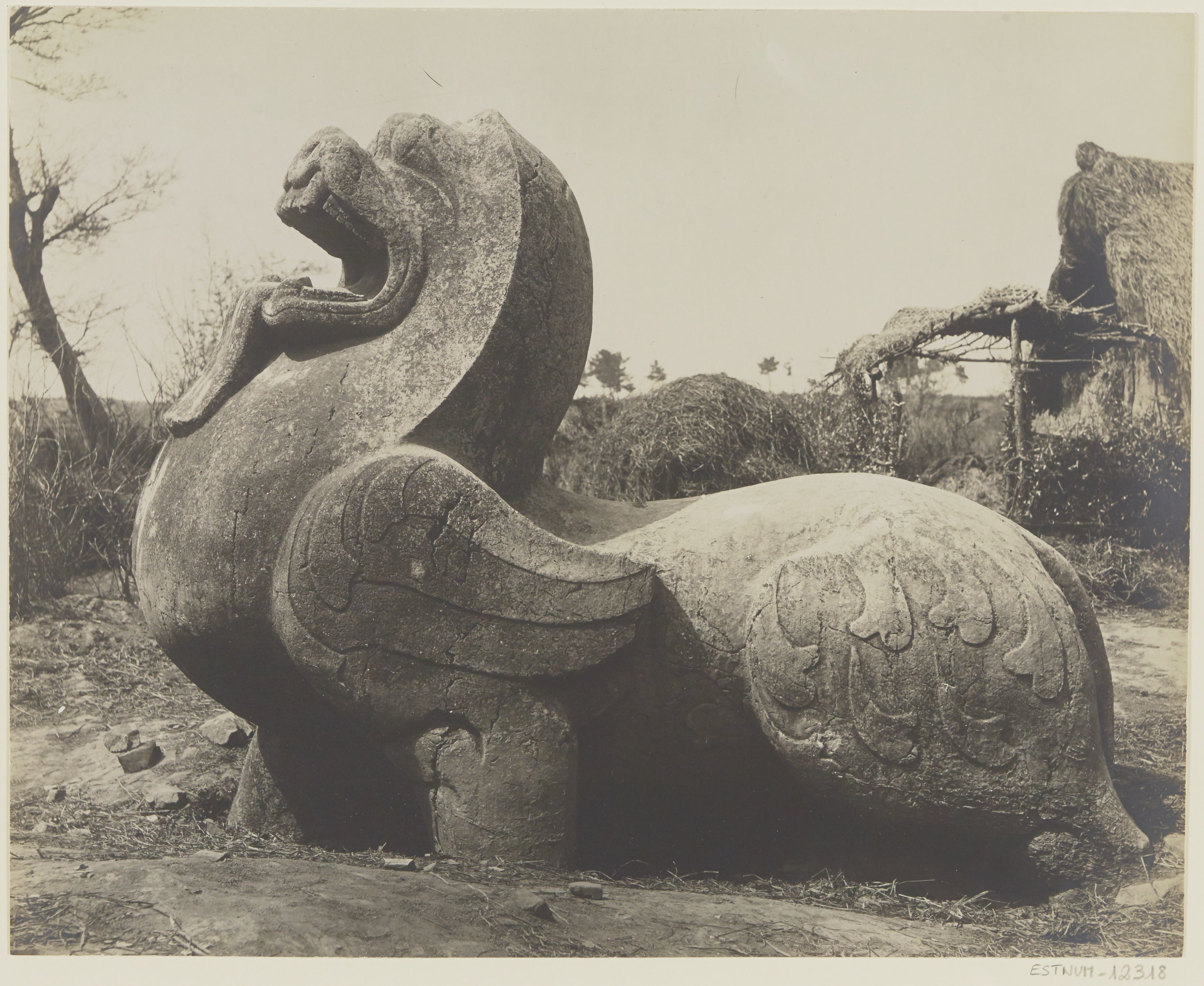
Chimère, la tombe de Xiao Xiu, photographie de l'expédition de Victor Segalen.
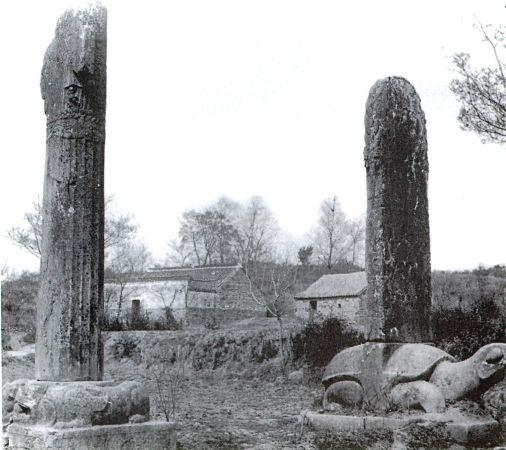
Colonne et stèle supportée par une tortue, la tombe de Xiao Xiu, photographie de l'expédition de Victor Segalen.
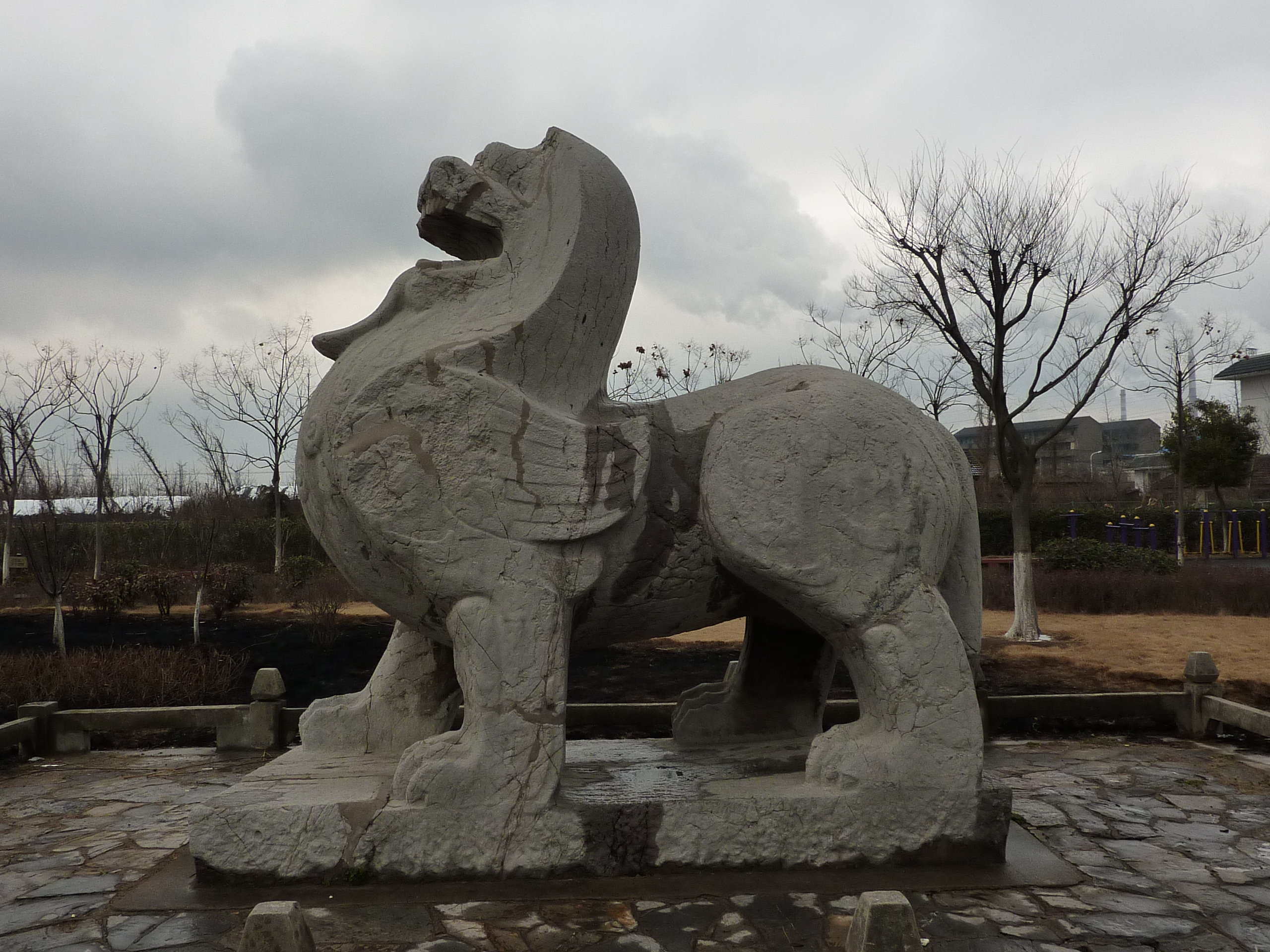
Chimère, tombe de Xiao Hui.
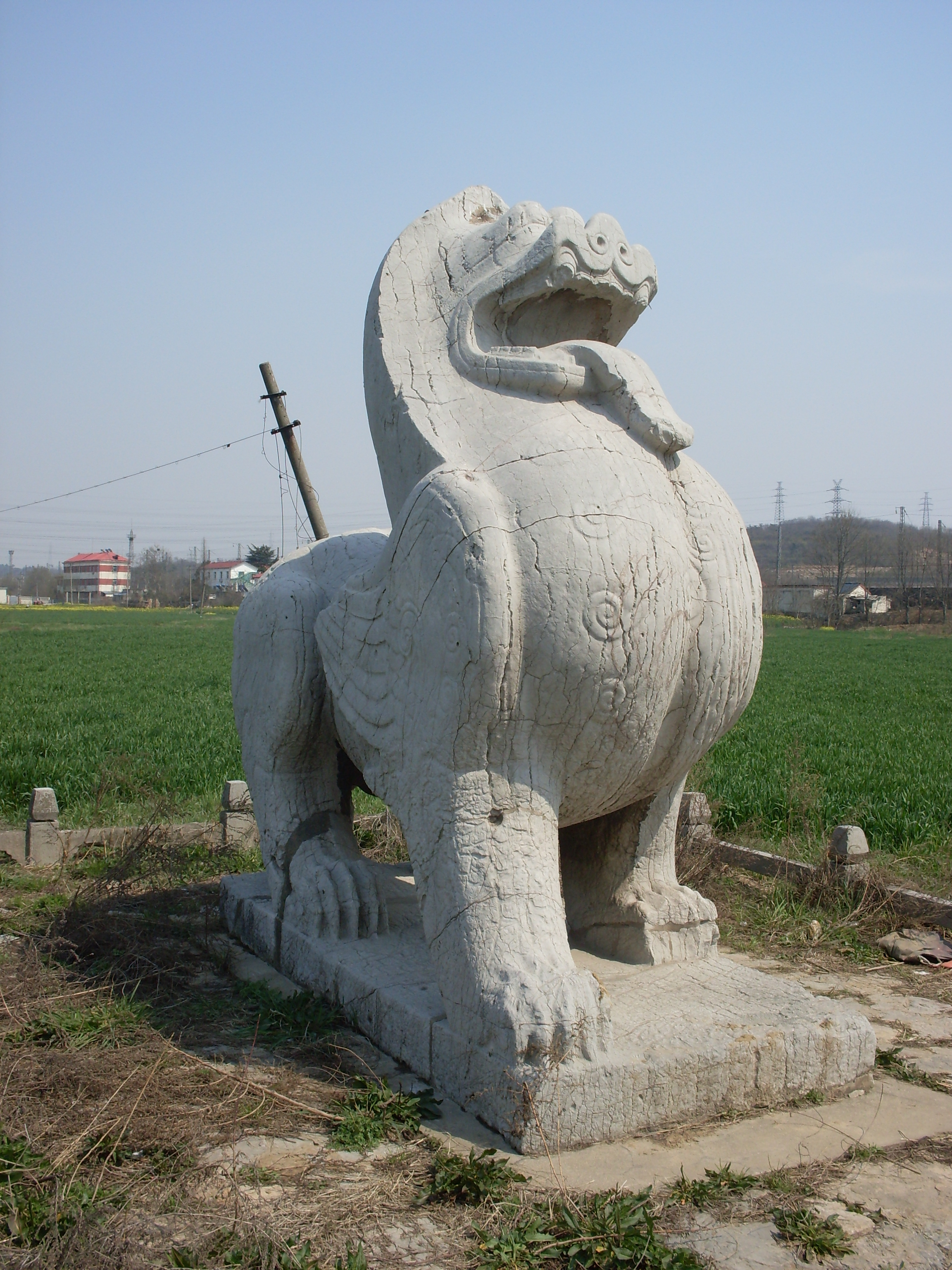
Chimère, tombe de Xiao Jing.
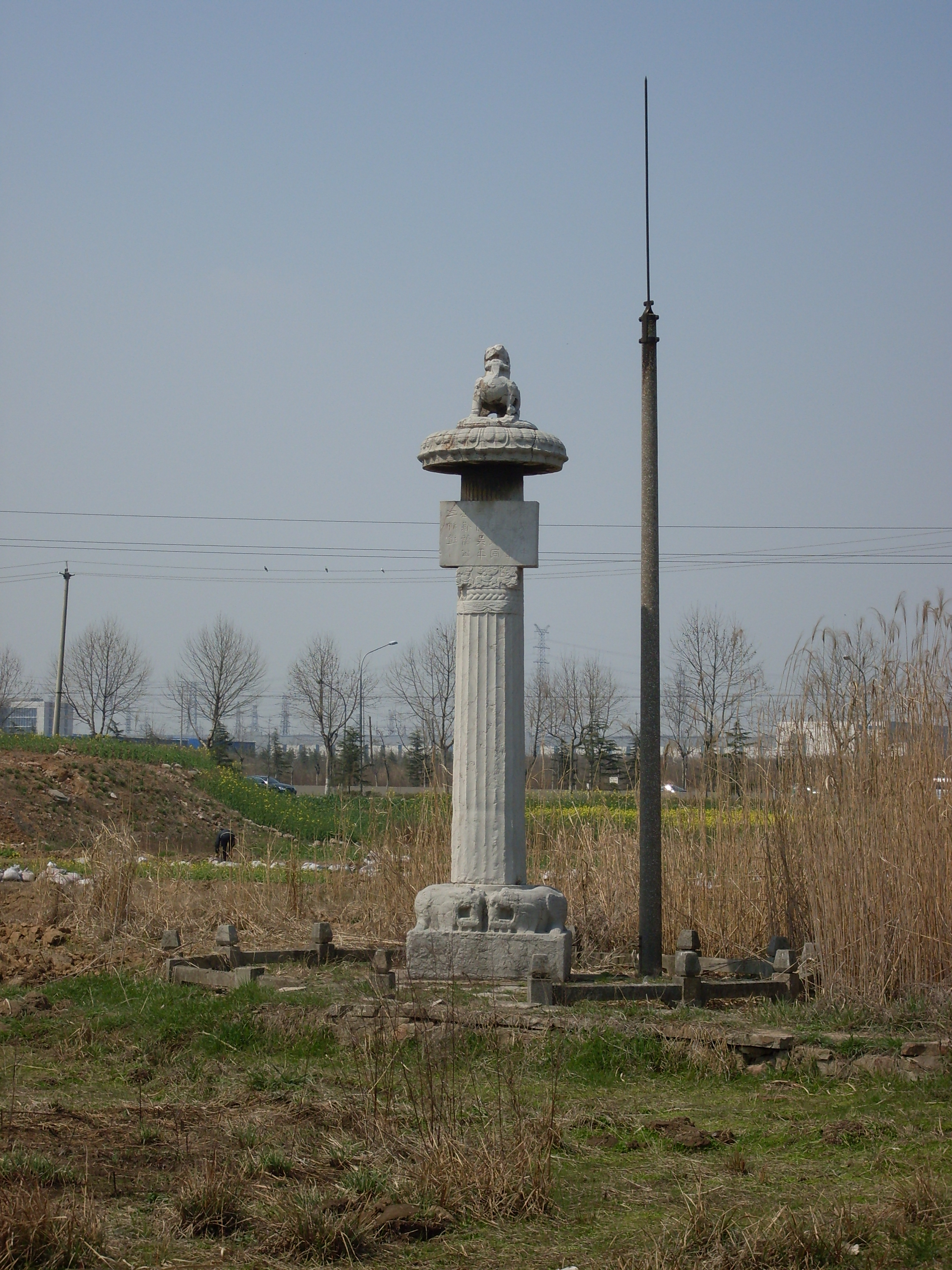
Colonne, tombe de Xiao Jing.
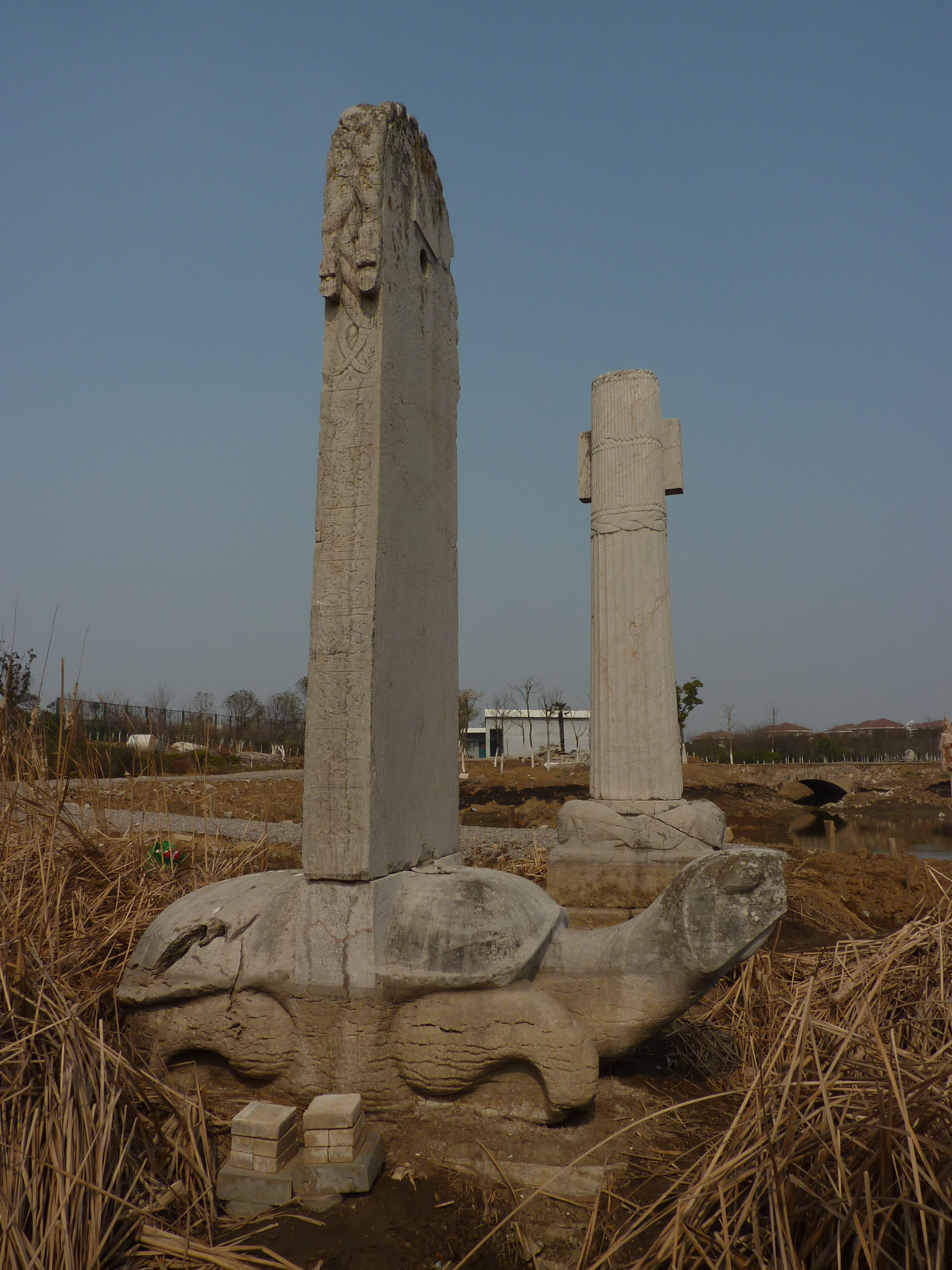
Stèle supportée par une tortue et colonne, tombe de Xiao Hong.

## Liste des empereurs
| Nom posthume   | Nom de famille et prénom | Durée de règne | Noms et date de début et de fin des ères                                                                                            |
| -------------- | ------------------------ | -------------- | --- |
| Wudi           | Xiao Yan                 | 502-549        | - Tianjian 502-519 - Putong 520-527 - Datong 527-529 - Zhongdatong 529-534 - Datong 535-546 - Zhongdatong 546-547 - Taiqing 547-549 |
| Jianwendi (en) | Xiao Gang                | 549-551        | - Dabao 550-551 |
| Yuandi (en)    | Xiao Yi                  | 551-554        | - Chengsheng 552-555 |
| Jingdi (en)    | Xiao Fangzhi             | 554-557        | - Shaotai 555-556 - Taiping 556-557                                                                                                 |